# Gardan GY-80

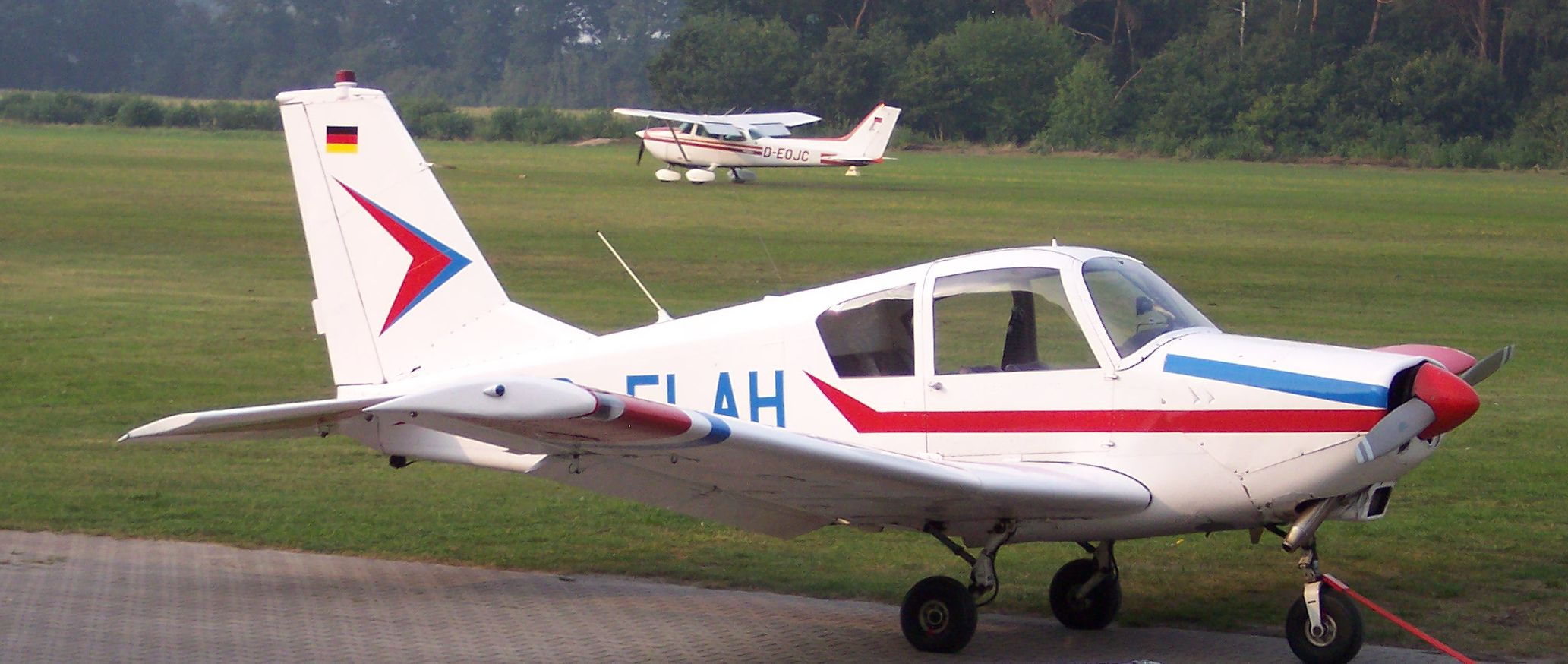
Gardan GY-80

Gardan GY-80 Horizon ist ein einmotoriges Kleinflugzeug des französischen Herstellers Gardan, entwickelt von Yves Gardan und gebaut von Sud Aviation. Der Tiefdecker wurde in verschiedenen Varianten mit und ohne Einziehfahrwerk hergestellt. Das Einziehfahrwerk wird mit den Landeklappen gleichzeitig durch 19 Umdrehungen mit einer Handkurbel ein- oder ausgefahren.

Gardan Horizon GY 80-160 mit Einziehfahrwerk

 Die Besatzung besteht aus einem Piloten, maximal können drei Passagiere mitfliegen. Sein Startgewicht beträgt 1020–1150 Kilogramm.
Die Länge der Maschine beträgt 6,53 Meter, die Spannweite 9,69 Meter und die Höhe 2,59 Meter. Maximal kann das Flugzeug mit 280 km/h fliegen. Es erreicht dabei eine Höhe von 5000 Metern und hat eine Reichweite von 1225 Kilometern.
272 Maschinen dieses Typs wurden von 1963 bis 1968 in drei unterschiedlichen Motorisierungsvarianten (150, 160 und 180 HP) und mit zwei unterschiedlichen Luftschraubentypen (verstellbar oder fix) produziert.